# Medinilla pachygona
Medinilla pachygona är en tvåhjärtbladig växtart som beskrevs av Charles Budd Robinson. Medinilla pachygona ingår i släktet Medinilla och familjen Melastomataceae. Inga underarter finns listade i Catalogue of Life.